# Iżawia
Izhavia (ros. Ижавиа) – rosyjska linia lotnicza z siedzibą w Iżewsku należąca w 100% do rządu Republiki Udmurckiej.

## Porty docelowe
Porty docelowe regularnych lotów linii Iżawia: